# Roberto Tamagnini
Roberto Tamagnini (San Marino, 1º marzo 1942) è un ex tiratore a segno sammarinese.

## Biografia
Nato nel 1942 a San Marino, a 30 anni ha partecipato ai Giochi olimpici di Monaco di Baviera 1972, nella pistola 25 metri, non concludendo la gara.
Quattro anni dopo ha preso di nuovo parte alle Olimpiadi, quelle di Montréal 1976, sempre nella pistola 25 metri, terminando 46º con il punteggio di 547.
A 38 anni ha partecipato ai suoi terzi Giochi, Mosca 1980, di nuovo nella pistola 25 metri, arrivando 36º con 572 punti.